# Quartier du pré
 (novembre 2024).
Si vous disposez d'ouvrages ou d'articles de référence ou si vous connaissez des sites web de qualité traitant du thème abordé ici, merci de compléter l'article en donnant les références utiles à sa vérifiabilité et en les liant à la section « Notes et références ».
Le quartier du pré est un quartier de la ville du Mans, sur la rive droite de la Sarthe, face au centre-ville. Il est aussi nommé Saint Victeur, du nom de son fondateur, comme premier faubourg catholique de la ville du Mans.
Il est jouxté au nord par la Madeleine où se trouve le stade Léon-Bollée. En son centre demeure toujours, en bordure de Sarthe, l'église Notre-Dame-du-Pré, dont les première traces de construction remontent au VIIe siècle ap. J.-C.. Elle fut la première église édifiée au Mans. Le quartier fut au tout début du Moyen Âge et même avant, le cimetière du peuple Cénomans.
Le quartier fut connu dans la ville et la région pour sa production d'étamine de qualité. L'économiste Véron de Forbonnais y est né.

## Histoire

### La paroisse du pré
À l'origine et avant même que la chrétienté ne s'installe au Mans, la rive droite de la Sarthe sur laquelle se situe le quartier était le grand cimetière de la ville. À l'époque, la cité ne s'étendait que sur la butte du vieux-Mans. Le cimetière était donc de l'autre côté de la rivière, suffisamment éloigné des habitations pour éviter les épidémies et maladies diverses. Les corps doivent être enterrés suffisamment loin dans les terres, car la Sarthe sort alors de son lit de manière récurrente et la berge n'est qu'un grand marécage.
On donne le nom de quartier du « pré » à cause de la paroisse qui y est présente depuis le VIIe siècle. Le premier nom de la paroisse fut celui de "Basilica sancti Juliani episcopi". Le nom remonte à l'an 616, car c'est en effet ici qu'aurait eu lieu, selon la tradition, l'inhumation de saint Julien, mort pourtant à Saint-Marceau. C'est le premier cimetière chrétien du Maine et sur le tombeau du saint, on construit une chapelle. Celle-ci est en fait placée près du sépulcre des apôtres du Maine. Saint Liboire, comme ses successeurs construiront un monastère tout proche de là. Il sera dédié aux apôtres Pierre et Paul. C'est seulement vers la fin du VIe siècle que le monastère prend le nom de Saint-Julien du Pré. Au milieu du siècle, l'hôpital du Sépulcre est bâti dans le faubourg par Saint-Innocent.
Dès 838, l'évêque Aldric décide de faire revenir les saintes reliques du monastère vers la cathédrale, encore primitive à l'époque. Le Maine subit des troubles de guerre avec les invasions normandes. Le monastère sera effectivement détruit par ces derniers. Il faudra attendre le XIe siècle pour que les Bénédictines se réinstallent sous les ordres de la pieuse Lézeline. Désormais église, l'édifice est cependant pillé par le duc de Lancastre en 1356. Mais le roi Charles VII, futur gagnant de la guerre de Cent Ans, accompagné des ducs de Bourgogne et de l'Orléanais visitent l'édifice en 1392. Il est alors attesté que l'abbesse marguerite de Courcerias aurait offert au roi des reliques de Saint-Julien à savoir une phalange, une côte et un os de genou. L'église est ensuite saccagée en 1562 par les huguenots.
L'église est agrandie et mise en beauté au XVIIe siècle. Un buffet d'orgues y est installé au XVIIIe siècle. Le couvent occupe un large terrain tout autour de l'église profitant d'un espace non urbanisé par la ville. À la Révolution, soit en 1792, les religieuses sont chassées et le couvent est mis en vente. Finalement, il est tout simplement détruit. Restent alors seulement des petites propriétés alentour dont une église abbatiale et une paroissiale. Si la seconde est détruite en 1797, la première devient la nouvelle église paroissiale du quartier sous le nom de Notre-Dame du pré. En 1847, on entame la restauration de l'église sous l'égide de l'abbé Guillois. L'œuvre est poursuivie par l'abbé Livet de 1857 à 1877 alors que tous les travaux sont subventionnés par des quêtes. Une nouvelle sacristie est construite en 1860 puis on rétablit la crypte.

### Le prodige du Pré
Selon Théodule, futur évêque d'Orléans, alors en fonction à Angers, un mystérieux prodige se serait produit dans le faubourg en l'an 820. Le 8 février de cette même année, soit sous le règne de Louis le Débonnaire, la Sarthe se trouve mystérieusement à sec. Normalement, à cette époque, la rivière est justement très haute, et les marécages séparant la paroisse de la cité sont d'autant plus boueux. Mais ce jour-là, la rivière est anormalement basse. Dès l'aube, les passants stupéfaits peuvent traverser le lit de la rivière sans l'ombre d'un problème. Ils en profitent même pour attraper des poissons à la main et faire des provisions pour toute la fin de l'hiver. Nombre des habitants n'osent s'engager de peur de se faire surprendre par le retour des eaux. C'est alors qu'un convoi funèbre gagne la rive opposée afin de célébrer une sépulture, par cette voie originale. Au bout de trois heures, la rivière reprend son niveau normal. Le même miracle se produit sur l'Huisne le lendemain. À l'époque, chacun crut à un prodige digne de la Mer rouge à l'échelle locale. Pour les scientifiques, il s'agit certainement d'un tremblement de terre ayant englouti les eaux de la rivière dans une faille durant un certain laps de temps. Depuis, la Sarthe est souvent sortie de son lit, mais jamais elle n'est redevenue à sec.

### L'ascension de Jean Veron
Au XVIIe siècle, le faubourg du pré, comme celui de Gourdaine, n'est pas réputé pour ses bonnes fréquentations. C'est un faubourg de paysans ou d'artisans. Les métiers de sergers sont alors l'apanage de la rive droite de la Sarthe. Jean Véron naît en 1615, de simple artisan, il deviendra l'un des plus grands bourgeois de la ville. Dès 1650, il invente une nouvelle variété de laine: l'étamine camelotée. Plus légère et plus soignée que l'étamine classique, elle fait rapidement l'unanimité auprès des gens de robe et des ecclésiastiques de la cité. En 1652, grâce à son mariage avec Louise Berrier, fille d'un riche commerçant du faubourg du pré, il reçoit 600 livres de dot. Il devient garde-juré en 1671 et contribue à l'amélioration du faubourg du Pré. Présent à Paris, il commerce également avec toutes les grandes villes de France d'époque. Il décède en 1689, laissant une somme rondelette de 9 830 livres à sa famille.

### La Vérone ou l'étamine au Mans

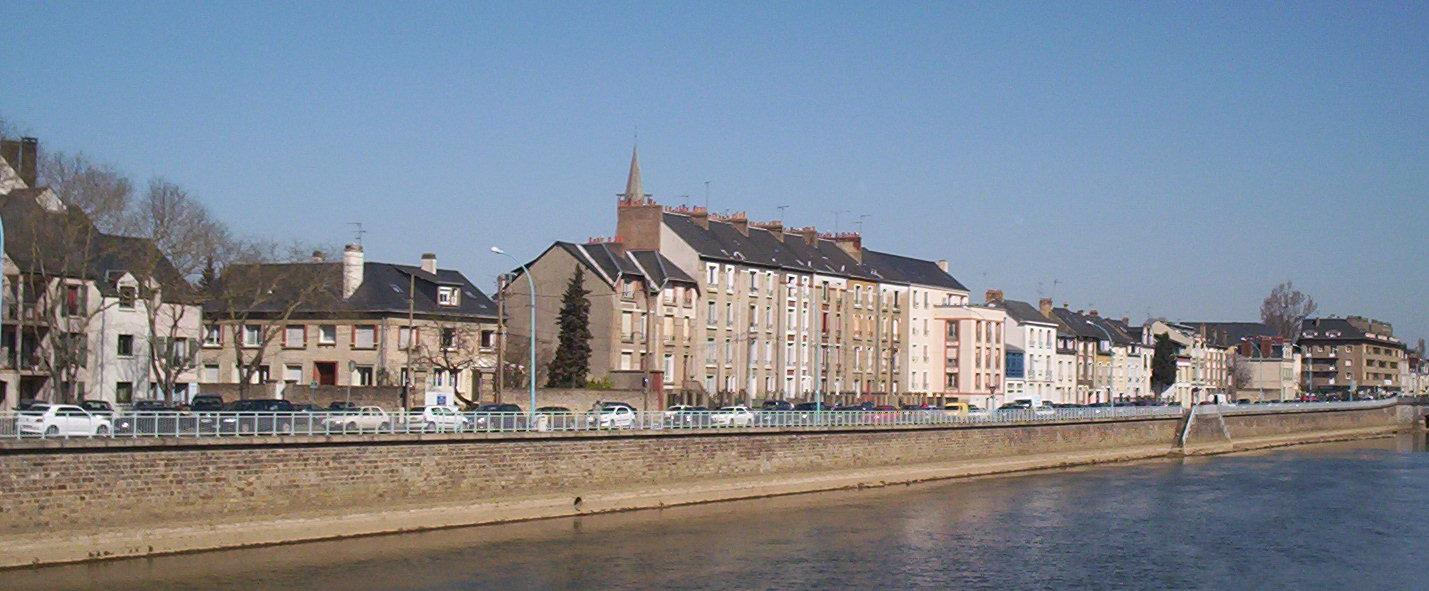
Vue depuis la rive gauche

Guillaume, l'un des deux fils de Jean, reprend l'affaire familiale. En 1695, ce dernier devient officiellement marchand mercier drapier. La manufacture grandit, à tel point qu'en 1712, il est confronté aux jalousies de ses rivaux sergers et drapiers. Par arrêt du conseil du 10 mars 1713, Guillaume conserve pour lui seul l'usage de ses procédés de fabrication. Il n'a le droit de les transmettre qu'à un seul de ses fils. L'étamine du Mans prend d'ailleurs le nom de Vérone, tout comme son inventeur. En 1740, le commerce est à son apogée, pas moins de 800 employés travaillent la soie tous les jours dans le faubourg. On compte 250 maîtres de par la ville et ses faubourgs. Les perspectives d'emploi sont de l'ordre du tiers de la population de la ville, rien que pour l'étamine! À l'aube de sa mort, Guillaume Véron quitte le faubourg familial pour s'installer dans un autre faubourg, au sud de la ville : le faubourg Saint-Nicolas. Ce dernier faubourg est alors en phase de devenir le nouveau grand centre commercial de la cité. Le décès de Guillaume intervient en 1723. Son fils François Louis Véron, né au Pré en 1695, continue sur les traces de ses ancêtres. L'étamine du Mans est renommée. Elle rencontre un franc succès en Sicile, en Italie, comme en Espagne. En 1760, c'est la fin de l'ascension fulgurante des Véron. François Louis Véron se retire des affaires, il devient intendant conseiller auprès de la juridiction consulaire de l'intendant de Tours. Il continuera à vivre dans sa maison du faubourg Saint-Nicolas, située sur l'actuelle place de la sirène, et ce jusqu'à sa mort en 1780. Son fils ne sera autre que le grand économiste François Véron de Forbonnais. Dans la deuxième moitié du XVIIIe siècle, l'étamine est en déclin. Déjà concurrencée par l'industrie anglaise, l'étamine du Mans chute en quelques années de 800 à moins de 400 métiers dans la cité. La Révolution française marque la fin définitive de la production d'étamine au Mans.

## Géographie
Le quartier est situé sur la rive droite de la Sarthe, parallèlement à l'extrémité ouest du Vieux-Mans. Il est disposé selon l'axe de la Sarthe: nord-est/sud-ouest. Au Nord, on trouve le quartier de la Madeleine. À l'est, il est jouxté par la commune de Coulaines. Au sud-est, une fois la Sarthe traversée, on trouve le quartier Gazonfier. À l'ouest, il est difficile de le différencier du quartier Saint-Georges. Cependant, les deux quartiers possédaient dès le début du siècle deux paroisses différentes : celle du pré pour le quartier du même nom, et celle de Saint-Lazare pour le quartier Saint-Georges.
|               | Madeleine       |           |
| Saint-Georges | Quartier du Pré | Coulaines |
|               | Vieux Mans      |           |

## Architecture et bâtiments importants

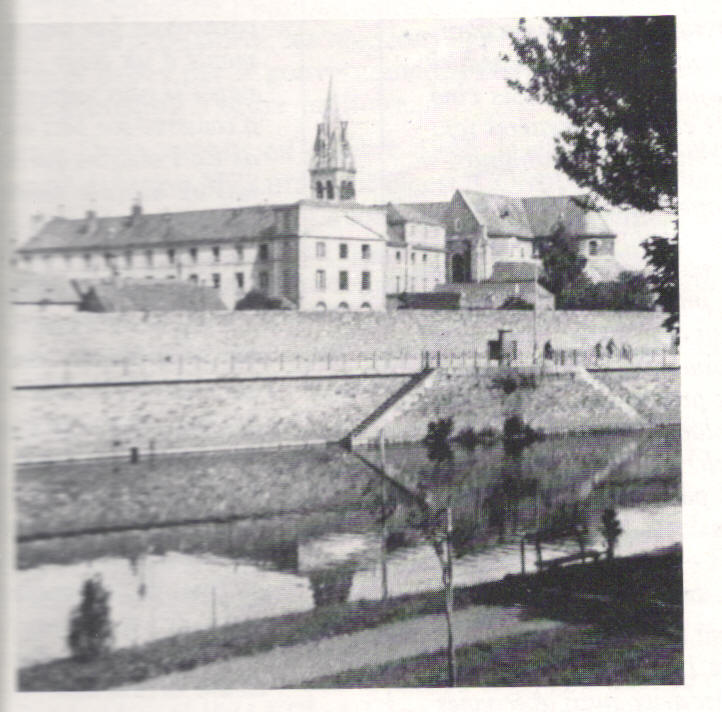
La rive droite de la Sarthe et le quartier à la fin du XIXe siècle

- Église Notre-Dame-du-Pré
- École de théâtre Quai de Scène
- La Péniche
- Port du Mans

## Axes majeurs
- Quai Ledru-Rollin
- Rue Voltaire
- Rue Sieyes
- Avenue François Chancel

## Transports
Les lignes 2 et 8 du réseau bus de SETRAM desservent le Nord-Est du quartier, respectivement aux arrêts La Calandre, Voltaire, Cochereaux, Gallouedec pour le 8; et Saint-Christophe, Bon Pasteur et Blanchisserie pour le 2. Le Sud-Ouest est desservi par la ligne T1 du tramway à l'arrêt Lafayette. Il en va de même pour le bus 6 dont c'est le terminus. La ligne 11 dessert le quartier à l'arrêt Chêne vert.